# Tragedia Beauchamp-Sharp

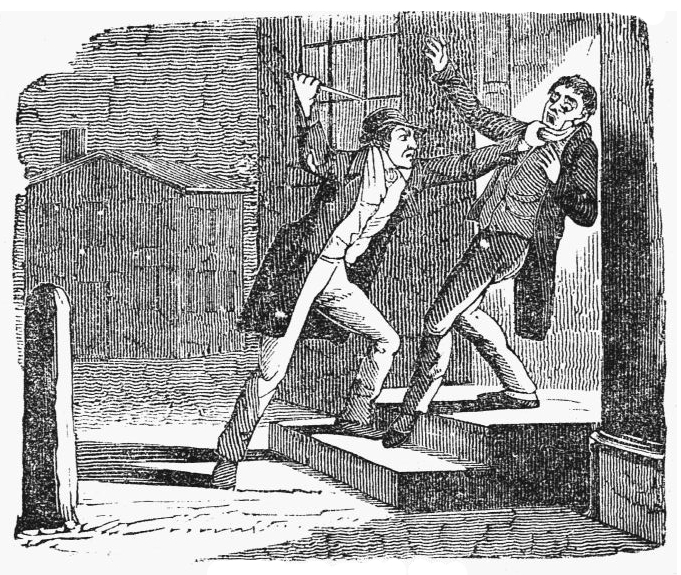
Jereboam O. Beauchamp matando a Solomon P. Sharp.

La Tragedia Beauchamp-Sharp (algunas veces nombrada la Tragedia de Kentucky) fue el asesinato del legislador kentuckiano Solomon P. Sharp a manos de Jereboam O. Beauchamp.
Beauchamp, un joven abogado, había sido un gran admirador de Sharp hasta que este último supuestamente engendró un hijo ilegítimo con una mujer llamada Anna Cooke. Sharp no reconoció la paternidad del bebé nacido muerto.
Más tarde, Beauchamp comenzó un noviazgo con Anna Cooke, quien aceptó casarse, a condición de que él había de matar a Sharp. Beauchamp y Cooke se casaron en junio de 1824, y en la madrugada del 7 de noviembre de 1825, Beauchamp asesinó a Sharp en su casa de Frankfort (Kentucky).
Una investigación reveló con prontitud a Beauchamp como el asesino, fue detenido en su domicilio en Glasgow (Kentucky), cuatro días después del asesinato. Fue juzgado, declarado culpable y condenado a muerte por ahorcamiento. Se le concedió una suspensión de la ejecución que le permitió justificar de sus actos por escrito. Anna Cooke-Beauchamp fue juzgada por complicidad en el asesinato, pero fue absuelta por falta de pruebas. Sin embargo, su devoción hacia Beauchamp era tal que se quedó en su celda con él, dónde planearon un suicidio doble bebiendo Láudano poco antes de la ejecución. Este intento fracasó. En la mañana de la ejecución, la pareja intentó suicidarse de nuevo, esta vez apuñalándose con un cuchillo que Anna había introducido clandestinamente en la celda. Cuando los guardias descubrieron el intento, Beauchamp fue rápidamente llevado a la horca, para que muriera ahorcado y no por las heridas del apuñalamiento. Fue la primera persona legalmente ejecutada en el estado de Kentucky. Anna Cooke-Beauchamp murió a causa de sus heridas poco antes de que su marido fuera ahorcado. De acuerdo con sus deseos, el cuerpo de la joven se colocó abrazando a su marido enterrados en el mismo féretro.
Aunque el motivo primario para el asesinato de Sharp era defender el honor de Ana Cooke, se especula que sus opositores políticos instigaron el crimen. Sharp era el líder del partido New Court durante la controversia New Court-Old Court en Kentucky. Un partidario de la Old Court alegó que Sharp negó la paternidad porque el niño era mulato, y que era hijo de un esclavo de la familia. Que Sharp hiciera o no tal acusación nunca fue verificado. Los partidarios del New Court insistieron en que tal acusación fue elaborada para instigar la ira de Beauchamp y provocar el asesinato de Sharp. Este incidente sirvió de inspiración para varios trabajos literarios, especialmente el inacabado Politian de Edgar Allan Poe y el World Enough and Time de Robert Penn Warren.

## Antecedentes
Jereboam Beauchamp nació en el condado de Barren (Kentucky), en 1802. Educado en la escuela del doctor Benjamin Thurston, decidió estudiar leyes a la edad de dieciocho años. Mientras observaba a los abogados en Glasgow y Bowling Green, Beauchamp fue impresionado particularmente con las capacidades de Solomon P. Sharp. Sharp había sido elegido dos veces a la legislatura del estado y había servido dos mandatos en la cámara de diputados de los EE. UU.. Beauchamp se desencantó de Sharp cuando, en 1820, una mujer llamada Anna Cooke demandó a Sharp alegando que él era el padre de su hijo mortinato. Sharp negó la paternidad del niño. La opinión pública favorecía a Sharp, y la deshonrada Cooke, caída en el ostracismo, se retiró a una propiedad de su madre en Bowling Green. 
El padre de Beauchamp vivía solamente a una milla (1.6 kilómetros) de la propiedad de Cooke, y Jereboam, tras escuchar a un amigo elogiar su belleza y logros, pronto buscó un encuentro con ella. Cooke al principio rechazó su atención, pero Beauchamp se ganó gradualmente su confianza visitándola con el pretexto de devolverle libros de su biblioteca. Por el verano de 1821, los dos se habían hecho buenos amigos y comenzaron un cortejo.
Cuando le propuso matrimonio ese mismo año, ella aceptó con la condición de que matara a Sharp. Él estuvo de acuerdo. El método más común de matar en esos días por honor era el duelo. A pesar de la advertencia de Cooke de que Sharp no aceptaría un desafío para combatir en duelo, Beauchamp viajó a Frankfort para tener una audiencia con Sharp, quien recientemente había sido nombrado Fiscal Jefe por el gobernador del estado John Adair. La versión de Beauchamp de la entrevista dice que intimidó y humilló a Sharp, tanto que Sharp suplicó por su vida, y Beauchamp juró que no dejaría de mortificarle hasta que él consintiera el duelo. Beauchamp permaneció en Frankfort por dos días, aguardando el enfrentamiento. Entonces descubrió que Sharp había salido de la ciudad, diciendo que había sido destinado a Bowling Green. Beauchamp montó en su caballo para dirigirse a Bowling Green, solo para encontrar que Sharp no estaba allí y ni siquiera era esperado. Por lo tanto el rumor había salvado la vida de Sharp.
Cooke entonces decidió matar a Sharp ella misma. Cuando Sharp fue a Bowling Green por negocios ella le escribió una carta disculpándose por las acciones de Beauchamp y contándole que había roto todo lazo con él por tal incidente. Ella le invitó a su casa y le pidió que la visitara antes de dejar la ciudad. Sharp preguntó por el mensajero y sospechó una trampa. No obstante, le envió una respuesta en la que decía que la visitaría. Beauchamp y Cooke aguardaron su venida, pero Sharp nunca apareció. Beauchamp cabalgó entonces hasta Bowling Green para investigar, solo para descubrir que Sharp se había ido a Frankfort dos días antes. El plan había sido frustrado otra vez, pero Beauchamp se dio cuenta de que Sharp tendría que volver a Bowling Green y acabar el negocio que había dejado a medias. Confiado en la vuelta de Sharp a la ciudad, Beauchamp abrió una firma de abogados. Entre 1822 y 1823, Beauchamp ejerció en su bufete y esperó el regreso de Sharp, quien nunca volvió.